# Предупреждение и ликвидация чрезвычайных ситуаций

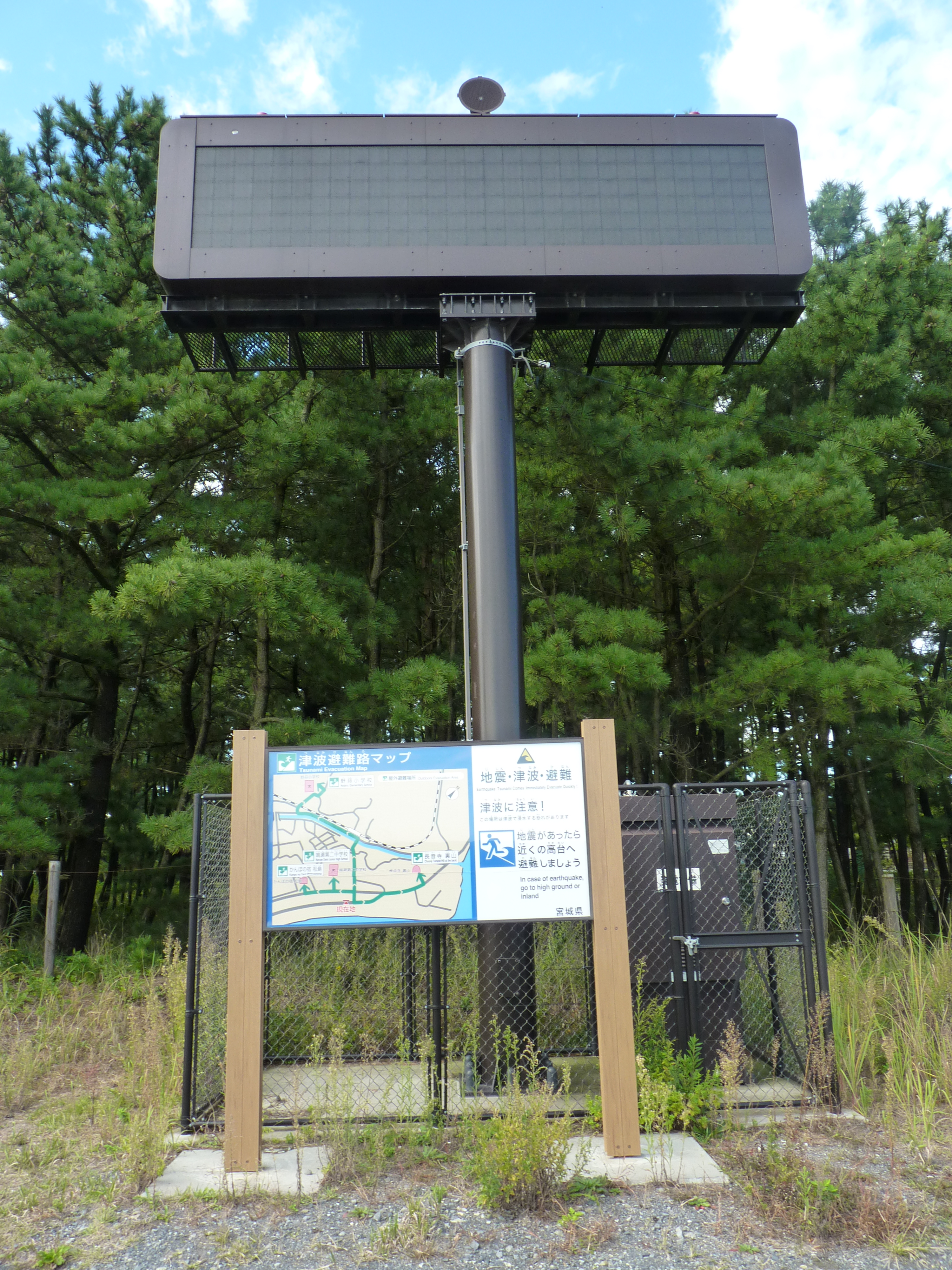
Электронное информационное табло, указывающее путь к укрытию в случае цунами. Окумацусима, Мияги, Япония.

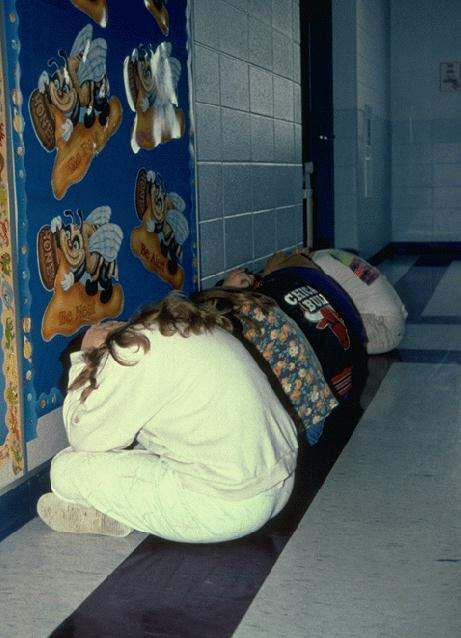
Обучение школьников в США действиям в случае торнадо

Предупреждение и ликвидация чрезвычайных ситуаций (англ. emergency management) — это дисциплина по предотвращению рисков и работе с произошедшими рисками. Эта дисциплина включает в себя подготовку к бедствию или катастрофе до их наступления, реакцию на чрезвычайную ситуацию (например: эвакуация, карантин, дезактивация и т. д.), поддержка населения и участие в восстановлении после природных и техногенных катастроф.
Предупреждение чрезвычайных ситуаций — это комплекс мероприятий, проводимых заблаговременно и направленных на максимально возможное уменьшение риска возникновения чрезвычайных ситуаций, а также на сохранение здоровья людей, снижение размеров ущерба природной среде и материальных потерь в случае их возникновения.
Предупреждение чрезвычайных ситуаций включает:
- мониторинг и прогнозирование чрезвычайных ситуаций;
- рациональное размещение производительных сил по территории страны с учетом природной и техногенной безопасности;
- предотвращение в возможных пределах некоторых неблагоприятных и опасных природных явлений и процессов путём систематического снижения их накапливающегося разрушительного потенциала;
- предотвращение аварий и техногенных катастроф путём повышения технологической безопасности производственных процессов и эксплуатационной надёжности оборудования;
- разработка и осуществление инженерно-технических мероприятий, направленных на предотвращение источников чрезвычайных ситуаций, смягчение их последствий, защиту населения и материальных средств;
- подготовка объектов экономики и систем жизнеобеспечения населения к работе в условиях чрезвычайных ситуаций;
- декларирование промышленной безопасности;
- лицензирование деятельности опасных производственных объектов;
- страхование ответственности за причинение вреда при эксплуатации опасного производственного объекта;
- проведение государственной экспертизы в области предупреждения чрезвычайных ситуаций;
- государственный надзор и контроль по вопросам природной и техногенной безопасности;
- информирование населения о потенциальных природных и техногенных угрозах на территории проживания;
- подготовка населения в области защиты от чрезвычайных ситуаций.

Ликвидация чрезвычайных ситуаций — это аварийно-спасательные и другие неотложные работы, проводимые при возникновении чрезвычайных ситуаций и направленные на спасение жизней и сохранение здоровья людей, снижение ущерба природной среде и материальных потерь, а также на локализацию зон чрезвычайных ситуаций, прекращение действия характерных для них опасных факторов.
Аварийно-спасательные работы проводятся в целях поиска и деблокирования пострадавших, оказания им медицинской помощи и эвакуации в лечебные учреждения.
Аварийно-спасательные работы в очагах поражения включают:
- разведку маршрутов и участков работ;
- локализацию и тушение пожаров на маршрутах и участках работ;
- подавление или доведение до минимально возможного уровня возникших в результате чрезвычайной ситуации вредных и опасных факторов, препятствующих ведению спасательных работ;
- поиск и извлечение пораженных из поврежденных и горящих зданий, загазованных, затопленных и задымленных помещений, из завалов и блокированных помещений;
- оказание первой медицинской и врачебной помощи пострадавшим и эвакуацию их в лечебные учреждения;
- вывоз (вывод) населения из опасных зон;
- санитарную обработку людей, ветеринарную обработку животных, дезактивацию, дезинфекцию и дегазацию техники, средств защиты и одежды, обеззараживание территории и сооружений, продовольствия, воды, продовольственного сырья и фуража.

Аварийно-спасательные работы проводятся в максимально сжатые сроки. Это вызвано необходимостью оказания своевременной медицинской помощи пораженным, а также тем, что объёмы разрушений и потерь могут возрастать вследствие воздействия вторичных поражающих факторов (пожары, взрывы, затопления и т. п.).
Неотложные работы проводятся в целях создания условий для проведения аварийно-спасательных работ, предотвращения дальнейших разрушений и потерь, вызванных вторичными поражающими факторами, а также обеспечения жизнедеятельности объектов экономики и пострадавшего населения.
Неотложные работы включают:
- прокладывание колонных путей и устройство проходов в завалах и зонах заражения (загрязнения);
- локализацию аварий на газовых, энергетических, водопроводных, канализационных, тепловых и технологических сетях в целях создания безопасных условий для проведения спасательных работ;
- укрепление или обрушение конструкций зданий и сооружений, угрожающих обвалом или препятствующих безопасному проведению спасательных работ;
- ремонт и восстановление поврежденных и разрушенных линий связи и коммунально-энергетических сетей в целях обеспечения спасательных работ;
- обнаружение, обезвреживание и уничтожение невзорвавшихся боеприпасов в обычном снаряжении и других взрывоопасных предметов;
- ремонт и восстановление поврежденных защитных сооружений для укрытия от возможных повторных поражающих воздействий;
- санитарную очистку территории в зоне чрезвычайной ситуации;
- первоочередное жизнеобеспечение пострадавшего населения.

Успех аварийно-спасательных и других неотложных работ в зонах чрезвычайных ситуаций достигается:
- заблаговременной подготовкой органов управления, сил и средств РСЧС к действиям при угрозе и возникновении чрезвычайных ситуаций, в том числе заблаговременным всесторонним изучением особенностей вероятных действий (участков и объектов работ), а также маршрутов ввода сил;
- экстренным реагированием на возникновение чрезвычайной ситуации (организацией эффективной разведки, приведением в готовность и созданием в короткие сроки необходимой группировки сил и средств, своевременным вводом её в зоны ЧС);
- непрерывным, твердым и устойчивым управлением работами, принятием оптимального решения и последовательным претворением его в жизнь, поддержанием устойчивого взаимодействия сил ликвидации чрезвычайной ситуации;
- непрерывным ведением работ до полного их завершения с применением современных технологий, обеспечивающих наиболее полное использование возможностей сил и средств;
- неуклонным выполнением установленных режимов работ и мер безопасности;
- организацией бесперебойного обеспечения работ и жизнеобеспечения пострадавшего населения и спасателей.